# Georg Coch

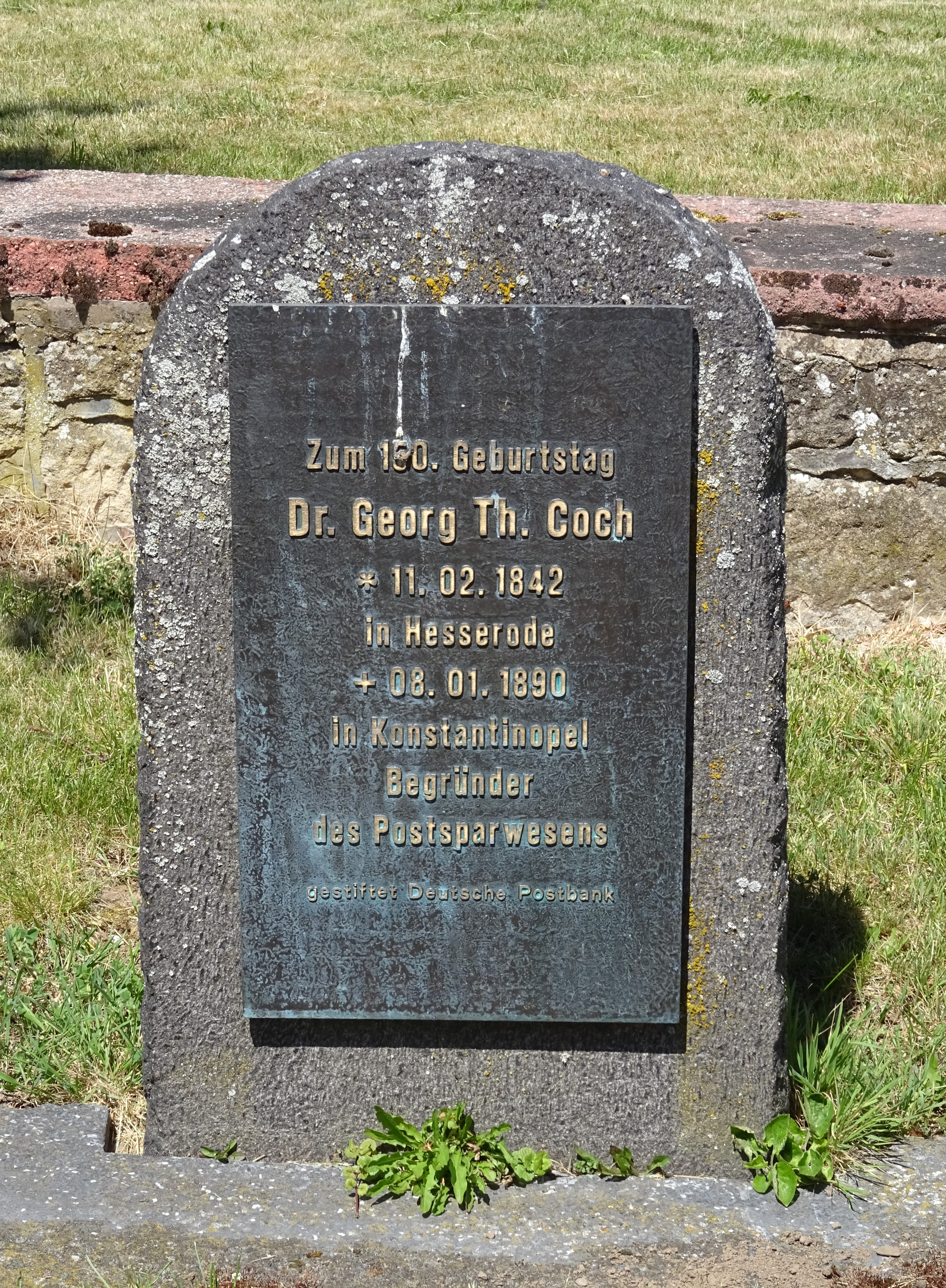
Georg-Coch-Gedenkstein in Hesserode

Georg Coch (* 11. Februar 1842 in Hesserode; † 8. Januar 1890 in Konstantinopel; auch Johann George Theodor Coch) war ein Ökonom und Bankier und Begründer der Österreichischen Postsparkasse.

## Leben
Georg Coch wuchs in Hesserode, einem heutigen Stadtteil von Felsberg in Nordhessen, auf. Als er acht Jahre alt war, starb sein Vater. Die wirtschaftlich angespannten Verhältnisse seines Elternhauses ermöglichten es ihm lediglich, einige Monate in Genf eine weiterführende Ausbildung zu erhalten. Er absolvierte danach eine kaufmännische Ausbildung bei dem Großhändler „Matthieu Frères & Cie“ in Istanbul. Anschließend zog er nach Wien um.

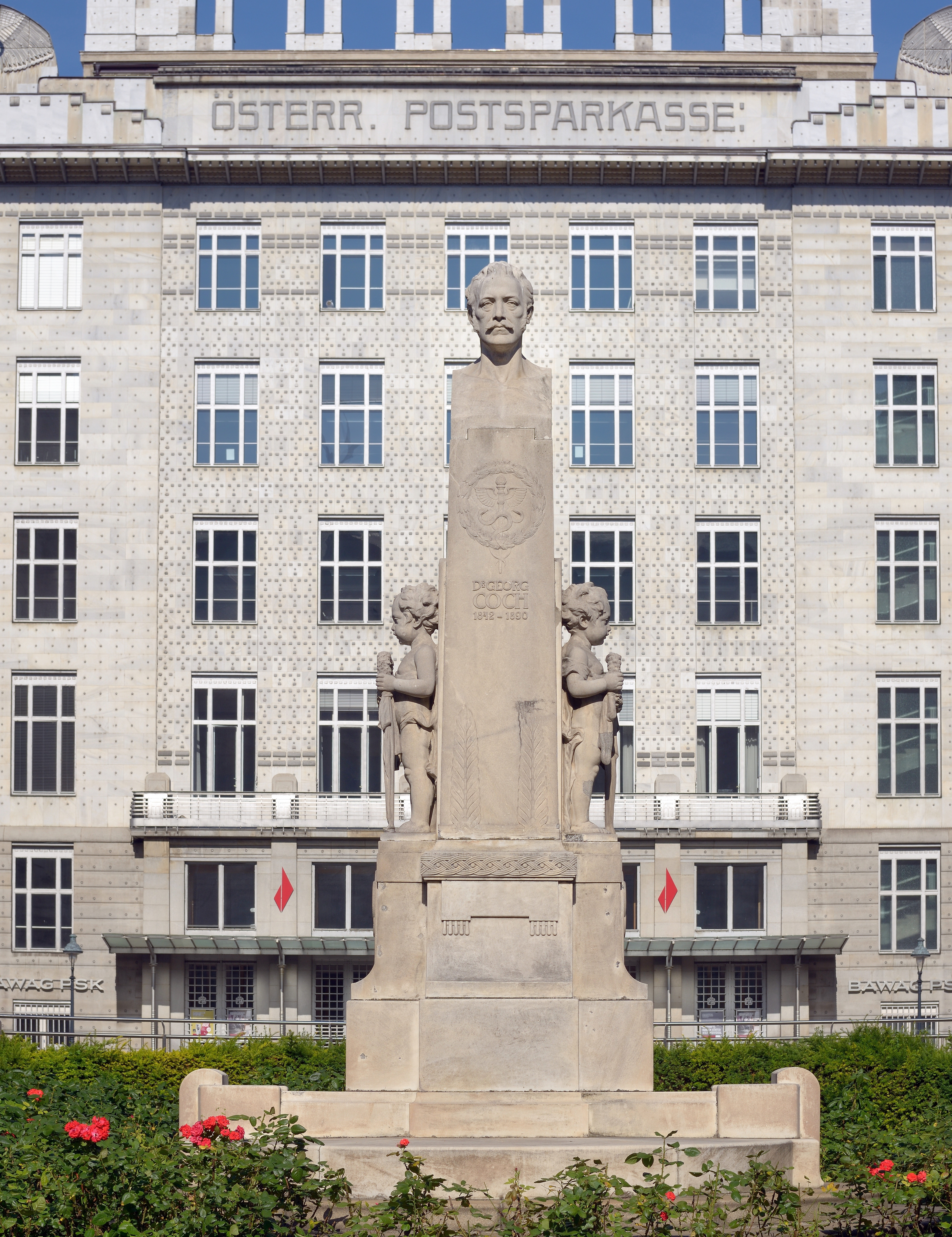
Georg-Coch-Denkmal in Wien, im Hintergrund die Wiener Postsparkasse

1880 erhielt er vom österreichischen Handelsminister den Auftrag, das ausländische Postsparkassenwesen auf seine Durchführbarkeit in Österreich zu untersuchen. Coch reiste zunächst nach England, um ein System zu entwerfen, das imstande war, ein Zentralinstitut mit externen Sammelstellen zu verknüpfen. Coch analysierte die englischen Betriebsabläufe bis in alle Einzelheiten und plante deren Einführung in Österreich. Er legte eine umfangreiche Dokumentensammlung an, die er in seinem Bericht Die Postsparcassen in England, Belgien, Holland und Frankreich mit Hinblick auf Österreich veröffentlichte. Seine Analysen waren Voraussetzung für eine erfolgreiche Einführung in Österreich. Am 12. Januar 1883 wurde das k.k. Postsparcassen-Amt in Österreich eröffnet und somit das österreichische Postsparkassenwesen und der Postscheckverkehr begründet. Georg Coch wurde mit der Leitung beauftragt.
Der Erfolg der neuen Österreichischen Postsparkasse war überwältigend. Binnen sieben Wochen waren bereits 200.000 Konten eingerichtet. Die Postsparkasse wurde als Sparkasse der „kleinen Leute“ besonders durch die Christlichsoziale Partei gefördert, nicht zuletzt im Zusammenhang mit deren antisemitisch geprägten Vorbehalten gegenüber den Wiener Großbanken. Dies stärkte zunächst Cochs Position in der Wirtschaft, forderte aber auch zahlreiche Gegner heraus. Nach nur dreijähriger Amtszeit wurde Coch im Jahre 1886 wegen eines von ihm bewusst in Kauf genommenen Formalfehlers bei der Verordnung zum Organisationsstatut der PSK vom österreichischen Finanzminister von seinen Funktionen entbunden und vom Kaiser „in Ehren“ aus dem Staatsdienst entlassen.
1888 siedelte er erneut nach Istanbul um. Dort starb er 1890 an Herzversagen.

## Ehrungen
Ein Gedenkstein in seinem Geburtsort Hesserode erinnert an ihn. Im Jahr 1913 wurde in Wien Innere Stadt (1. Bezirk) der Georg-Coch-Platz nach ihm benannt, an dem sich auch ein Denkmal befindet. Beherrschendes Gebäude des Platzes ist die von 1904 bis 1906 erbaute Wiener Postsparkasse von Otto Wagner.